# Гал-інфо
Агенція інформації та аналітики «Гал-інфо» — інтернет-видання, яке працює в інформаційній сфері Львівської області та України з початку 2005 року. Днем заснування вважається[відсутнє в джерелі] 2 лютого 2005 року.
Основу медійного наповнення становлять події та новини з Львівщини, але також висвітлюються важливі загальноукраїнські та світові новини. У своїй діяльності «Гал-інфо» керується стандартами новинної журналістики. Агенція має власний пресцентр, з можливістю розміщення до 30 учасників, для проведення пресконференцій та круглих столів.
Видання зареєстроване Державною реєстраційною службою України як суб'єкт інформаційної діяльності ТОВ «АІА „Гал-інфо“».
Власником є Ігор Фурта, агенція входить до медіахолдингу Мирослава Хом'яка, спільно з регіональною радіостанцією «Львівська Хвиля».
Зареєстрована в системі Укрпатенту торгова марка "galinfo", опубліковано 02.03.2022, бюлетені № 9/2022. Порядковий номер заявки m202012158 Власник домену galinfo.ua

## Проєкти
«Відверта розмова з» — цикл авторських інтерв'ю на теми політики, культури, історії, економіки. Започаткований на початку 2021 року. Учасниками були зокрема міський голова Львова Андрій Садовий, єпископ Української греко-католицької церкви Степан Сус, український політик Олег Синютка, підприємець Григорій Козловський, архієрей Православної церкви України Димитрій (Рудюк), головний рабин України Яків Дов Блайх, бізнес-тренерка та блогерка Людмила Калабуха, український політик Оксана Юринець

## Судові справи
В липні 2014 року ректор Львівської консерваторії Пилатюк подав до суду на Гал-інфо за публікацію про нього викривальних матеріалів, але суд залишив справу без розгляду.
В лютому 2017 року Слідчий відділ Галицького ВП ГУНП у Львівській області розпочав кримінальне провадження за частиною 1 статті 171 Кримінального кодексу за фактом перешкоджання журналістці «Гал-інфо» депутатом Львівської обласної ради Іваном Лабаєм.
У 2017 році редакція Гал-інфо виграла апеляційний суд проти професорки права ЛНУ імені Івана Франка, доктора юридичних наук Людмили Луць. Розгляд справи тривав понад 2 роки. В журналістів вимагали 110 тисяч моральної компенсації, за опубліковані ними матеріали.

## Вплив і цитованість
На статті агенції посилаються інші українські медії та урядові структури.

## Нагороди і відзнаки

### Негативні
У 2020 році агенція отримала антипремію від комісії з представників правозахисних, журналістських та інших громадських організацій (Детектор медіа, УГСПЛ, ІМІ, ZMINA) за сексизм «Це яйце-2020»